# Vassili Jouravliov
Pour les articles homonymes, voir Jouravlev.
Vassili Nikolaïevitch Jouravliov (en russe : Василий Николаевич Журавлёв), né le 2 août 1904 à Riazan et mort le 16 novembre 1987  à Moscou, est un réalisateur de cinéma russe et soviétique.

## Biographie
En 1917, au moment de la Révolution, il était étudiant et il fut enrôlé par son père, qui était comptable, dans l'armée comme agent de liaison et chauffeur.
Il voulait devenir réalisateur et entre en 1923 à l'Institut cinématographique d'État (le VGIK) et en sort en 1927.

## Filmographie sélective

### Réalisateur
- 1929 : L'Adopté (Приемыш), court-métrage
- 1930 : L'Inconnu (Неизвестное лицо)
- 1930 : Revanche (Реванш), film pour enfants sur les événements de 1905
- 1931 : Bombardier (Бомбист), film qui retrace l'implication d'enfants dans la lutte pendant la guerre civile.
- 1936 : Le Voyage cosmique (Космический рейс)
- 1945 : Un capitaine de quinze ans, adaptation du roman d'aventures de Jules Verne du même nom
- 1947 : Un garçon de la banlieue (ru)
- 1958 : Avalanche des montagnes (Лавина с гор)
- 1965 : Sombres affaires (en russe : Чёрный бизнес)
- 1967 : Il n'y a que des filles dans le ciel (ru)
- 1970 : Caractère marin (ru)
- 1980 : Le Cavalier au cheval d'or (ru) (Всадник на золотом коне)

### Assistant réalisateur
- 1928 : Les Dentelles (Кружева) de Sergueï Ioutkevitch